# 三浦胤村
三浦 胤村（みうら たねむら、嘉禄元年（1225年） - 永仁5年（1297年））は、鎌倉時代中期の鎌倉幕府の御家人。三浦氏の当主三浦義村の九男で三浦泰村の異母弟。通称は駿河八郎。左衛門尉。子に頼村がいる。
『吾妻鏡』に事跡が散見する。

## 概略
三浦一族が滅亡した宝治合戦の際は奥州に滞在。三浦泰村、光村、家村らや毛利季光など一族郎党のほとんどは自害もしくは討死するも、奥州にいた胤村は小山長村に捕縛され鎌倉に護送される。しかし乱の責任は無いとされ、助命される。
その後親鸞の弟子となり出家、明空房となり、常陸国下妻に光明寺を開基したと伝わる。
末裔には駿河三浦氏（徳川旗本三浦氏）数流あり。